# Società Polisportiva Ars et Labor 1970-1971
Questa pagina raccoglie le informazioni riguardanti la Società Polisportiva Ars et Labor nelle competizioni ufficiali della stagione 1970-1971.

## Stagione
Il presidente Paolo Mazza per la stagione 1970-1971 ingaggia come allenatore Cesare Meucci, artefice della promozione in Serie B della Massese nel campionato scorso, proprio ai danni della SPAL. Una mossa che non basterà per due motivi: i biancazzurri incappano nella sfortuna di dover duellare con il Genoa, per la prima volta nella sua storia relegato in un campionato di terza serie, e devono fare i conti con il limite di un attacco che realizza con il contagocce. Infatti, chi segnerà di più sarà lo stopper Enrico Cairoli con 5 reti.
Un discreto gioco collettivo si infrange contro difese che al Comunale non si riesce facilmente a superare, e accade che, come nella stagione precedente, siano le inaspettate sconfitte contro le "piccole" a costare la mancata promozione, perdendo il duello a distanza con i genoani. La Spal perde ancora a Chiavari contro l'Virtus Entella e alla penultima giornata cede in casa al Prato. A fine stagione il Genoa realizzerà 56 punti, contro i 54 della SPAL: i biancazzurri sono condannati a disputare la terza stagione in Serie C, una cosa impensabile fino a qualche anno prima.

## Rosa
| N. |                   | Ruolo | Calciatore         |
| -- | ----------------- | ----- | ------------------ |
|    | Italia (bandiera) | C     | Luigi Asnicar      |
|    | Italia (bandiera) | A     | Giovanni Asnicar   |
|    | Italia (bandiera) | A     | Ermanno Beccati    |
|    | Italia (bandiera) | A     | Marco Biloni       |
|    | Italia (bandiera) | D     | Giulio Boldrini    |
|    | Italia (bandiera) | D     | Enrico Cairoli     |
|    | Italia (bandiera) | D     | Franco Cariolato   |
|    | Italia (bandiera) | A     | Gianfranco Casarsa |
|    | Italia (bandiera) | C     | Luigi Delneri      |
|    | Italia (bandiera) | C     | Ferdinando Donati  |
|    | Italia (bandiera) | P     | Franco Fattori     |
|    | Italia (bandiera) | A     | Giorgio Gambin     |

| N. |                   | Ruolo | Calciatore          |
| -- | ----------------- | ----- | ------------------- |
|    | Italia (bandiera) | A     | Claudio Longo       |
|    | Italia (bandiera) | P     | Roberto Marconcini  |
|    | Italia (bandiera) | A     | Gianfranco Marongiu |
|    | Italia (bandiera) | D     | Saul Malatrasi      |
|    | Italia (bandiera) | A     | Alberto Medeot      |
|    | Italia (bandiera) | C     | Fulvio Miorandi     |
|    | Italia (bandiera) | D     | Giuseppe Molinari   |
|    | Italia (bandiera) | D     | Maurizio Moretti    |
|    | Italia (bandiera) | A     | Giuliano Musiello   |
|    | Italia (bandiera) | C     | Alberto Novelli     |
|    | Italia (bandiera) | A     | Narciso Pezzotti    |
|    | Italia (bandiera) | D     | Enzo Vecchiè        |

## Risultati

### Serie C (girone B)

#### Girone di andata
| Arbitro: | Moretto (San Donà di Piave) |

|  |           |            |
|  | Marcatori | 67’ Gambin |

| Arbitro: | Frasso (Capua) |

|                               |           |                   |
| Novelli 27’ Gambin 62’ (rig.) | Marcatori | 25’ Santagiuliana |

| Imperia 27 settembre 1970 3ª giornata | Imperia            | 0 – 0 | SPAL | Stadio Nino Ciccione\| Arbitro: \| V. Lattanzi (Roma) \| |
| Arbitro:                              | V. Lattanzi (Roma) |       |      |                                                          |

| Ferrara 4 ottobre 1970 4ª giornata | SPAL            | 0 – 0 | Genoa | Stadio Comunale\| Arbitro: \| Menegali (Roma) \| |
| Arbitro:                           | Menegali (Roma) |       |       |                                                  |

| Arbitro: | Calì (Roma) |

|  |           |             |
|  | Marcatori | 15’ Beccati |

| Arbitro: | Lazzaroni (Milano) |

|  |           |             |
|  | Marcatori | 37’ Beccati |

| Arbitro: | Fuschi (Pescara) |

|             |           |  |
| Novelli 74’ | Marcatori |  |

| Ravenna 1º novembre 1970 8ª giornata | Ravenna            | 1 – 1 | SPAL | Stadio Bruno Benelli\| Arbitro: \| Monforte (Palermo) \| |
| Arbitro:                             | Monforte (Palermo) |       |      |                                                          |

| Arbitro: | Baciucchi (Roma) |

|            |           |               |
| Cairoli 3’ | Marcatori | 64’ Ciardella |

| Arbitro: | Casarin (Mestre) |

|                |           |            |
| Di Giacomo 68’ | Marcatori | 81’ Medeot |

| Arbitro: | Trono (Torino) |

|                |           |           |
| Asnicar II 83’ | Marcatori | 9’ Scotto |

| Arbitro: | Frasso (Capua) |

|  |           |                          |
|  | Marcatori | 18’ Asnicar II 64’ Longo |

| Arbitro: | Beretta (Milano) |

|              |           |              |
| Miorandi 67’ | Marcatori | 6’ Carnevali |

| Arbitro: | Moretto (San Donà di Piave) |

|             |           |            |
| Cairoli 84’ | Marcatori | 26’ Polato |

| Savona 20 dicembre 1970 15ª giornata | Savona             | 0 – 0 | SPAL | Stadio Valerio Bacigalupo\| Arbitro: \| Zacchetti (Milano) \| |
| Arbitro:                             | Zacchetti (Milano) |       |      |                                                               |

| Arbitro: | Casarin (Mestre) |

|  |           |                      |
|  | Marcatori | 74’ (rig.) Asnicar I |

| Arbitro: | Lazzaroni (Milano) |

|                                          |           |                   |
| Novelli 9’ Longo 45’ Castoldi 83’ (aut.) | Marcatori | 32’ (rig.) Pagani |

| Arbitro: | Panzino (Catanzaro) |

|            |           |  |
| Parola 20’ | Marcatori |  |

| Arbitro: | Schena (Foggia) |

|                 |           |  |
| Medeot 10’, 71’ | Marcatori |  |

#### Girone di ritorno
| Arbitro: | Martinelli (Catanzaro) |

|                                      |           |              |
| Cairoli 64’ Cariolato 86’ Medeot 92’ | Marcatori | 35’ Lazzotti |

| Viareggio 7 febbraio 1971 21ª giornata | Viareggio          | 0 – 0 | SPAL | Stadio Torquato Bresciani\| Arbitro: \| V. Lattanzi (Roma) \| |
| Arbitro:                               | V. Lattanzi (Roma) |       |      |                                                               |

| Arbitro: | Monforte (Palermo) |

|              |           |  |
| Molinari 50’ | Marcatori |  |

| Genova 21 febbraio 1971 23ª giornata | Genoa                         | 0 – 0 | SPAL | Stadio Luigi Ferraris\| Arbitro: \| Mascali (Desenzano del Garda) \| |
| Arbitro:                             | Mascali (Desenzano del Garda) |       |      |                                                                      |

| Arbitro: | Lenardon (Siena) |

|                                |           |           |
| Donati 37’ Asnicar II 56’, 66’ | Marcatori | 85’ Sassi |

| Arbitro: | Marino (Taranto) |

|               |           |  |
| Cariolato 55’ | Marcatori |  |

| Cesena 14 marzo 1971 26ª giornata | Rimini          | 0 – 0 | SPAL | Stadio La Fiorita\| Arbitro: \| Porcelli (Lodi) \| |
| Arbitro:                          | Porcelli (Lodi) |       |      |                                                    |

| Arbitro: | Zacchetti (Milano) |

|              |           |             |
| Molinari 59’ | Marcatori | 83’ Alberti |

| Arbitro: | Gialluisi (Barletta) |

|             |           |  |
| Gittone 27’ | Marcatori |  |

| Arbitro: | Monforte (Palermo) |

|                                   |           |  |
| Malatrasi 74’ (rig.) Marongiu 86’ | Marcatori |  |

| Arbitro: | Panzino (Catanzaro) |

|             |           |               |
| Zavagli 10’ | Marcatori | 65’ Malatrasi |

| Arbitro: | Sgherri (Grosseto) |

|                                 |           |  |
| Donati 17’ Asnicar I 51’ (rig.) | Marcatori |  |

| Arbitro: | Lazzaroni (Milano) |

|  |           |                            |
|  | Marcatori | 14’ Malatrasi 84’ Musiello |

| Arbitro: | Bianchi (Firenze) |

|                   |           |              |
| Spanio 22’ (rig.) | Marcatori | 12’ Musiello |

| Arbitro: | Frasso (Capua) |

|                 |           |               |
| Gava 60’ (aut.) | Marcatori | 42’ Vivarelli |

| Arbitro: | Panzino (Catanzaro) |

|                             |           |                |
| Medeot 4’ Rigoni 76’ (aut.) | Marcatori | 77’ Vernacchia |

| Arbitro: | Trono (Torino) |

|               |           |                         |
| Campanini 63’ | Marcatori | 14’ Cairoli 58’ Casarsa |

| Arbitro: | Marino (Taranto) |

|  |           |                     |
|  | Marcatori | 18’ (aut.) Pezzotti |

| Arbitro: | Casarin (Milano) |

|  |           |             |
|  | Marcatori | 68’ Cairoli |